# San Pío V en Villa Carpegna (título cardenalicio)
San Pío V en Villa Carpegna es un título cardenalicio diaconal de la Iglesia Católica. Fue instituido por el papa Pablo VI en 1973 con la constitución apostólica Siquidem peculiaria.

## Titulares
- Paul Pierre Philippe, O.P. (5 de marzo de 1973 - 2 de febrero de 1983); título presbiteral pro illa vice (2 de febrero de 1983 - 9 de abril de 1984)
- Luigi Dadaglio (25 de mayo de 1985 - 22 de agosto de 1990)
- José Tomás Sánchez (28 de junio de 1991 - 26 de febrero de 2002); título presbiteral pro illa vice (26 de febrero de 2002 - 9 de marzo de 2012)
- James Michael Harvey (24 de noviembre de 2012)